# Allium guatemalense
Allium guatemalense — вид рослин з родини амарилісових (Amaryllidaceae); ендемік Гватемали.

## Поширення
Ендемік Гватемали.